# Гексартутьлантан
Гексартутьланта́н — неорганическое соединение, интерметаллид
лантана и ртути
с формулой LaHg6,
кристаллы.

## Получение
- Сплавление стехиометрических количеств чистых веществ:

{\displaystyle {\mathsf {6Hg+La\ {\xrightarrow {286^{o}C}}\ LaHg_{6}}}}

## Физические свойства
Гексартутьлантан образует кристаллы ромбической сингонии, параметры ячейки a = 0,9763 нм, b = 2,886 нм, c = 0,5004 нм, Z = 8.
Соединение образуется по перитектической реакции при температуре 286 °C (288 °C)
и имеет избыток ртути, поэтому иногда его состав записывают как LaHg~6,5.